# Liste der denkmalgeschützten Objekte in Kynšperk nad Ohří
Grundlage dieser Liste der denkmalgeschützten Objekte in Kynšperk nad Ohří ist die ÚSKP-Liste (Ústřední seznam kulturních památek České republiky, deutsch Zentrale Liste der Kulturdenkmäler der Tschechischen Republik), die von der tschechischen Denkmalschutzbehörde NPÚ (Národní památkový ústav, deutsch Nationale Denkmalbehörde) seit 1987 geführt wird und an die seit dem Jahr 1850 geschaffenen Listen anschließt.

## Kynšperk nad Ohří(Königsberg an der Eger)
| Lage | Objekt                                                         | Beschreibung | ÚSKP-Nr.                  | Bild           |
| --- | -------------------------------------------------------------- | --- | ------------------------- | -------------- |
| Kynšperk nad Ohří, náměstí 5. května (Standort)                                                                               | Pfarrkirche Mariä Himmelfahrt (Kostel Nanebevzetí Panny Marie) | Pfarrkirche Mariä Himmelfahrt, in den Jahren 1721–1727 unter der Leitung des Teplitzer Baumeisters Johann Wolfgang Braunbock vom Kreuzherrenorden errichtete hochbarocke Kirche mit polygonalem Presbyterium und zwei Türmen an der Chorseite – eines der wichtigsten Bauten des Hochbarock in Westböhmen. | 20540/4-649 Info Katalog  | weitere Bilder |
| Kynšperk nad Ohří, náměstí 5. května 198/8 (Standort)                                                                         | Pfarrhaus                                                      | Pfarrhaus | 26781/4-650 Info Katalog  | weitere Bilder |
| Kynšperk nad Ohří, beim Pfarrhaus Nr. 198 (Standort)                                                                          | Socha Panny Marie Immaculaty                                   | Barockstatue der Maria Immaculata (1713) an der Nordfassade des Pfarrhauses. Das Wappen der Familie Pergler, die Initialen der Spenderin Catharina Barbara Pergler und die Datierung sind auf dem Sockel dargestellt. Die Figur der Jungfrau Maria ist von einem Heiligenschein umgeben. | 47629/4-4333 Info Katalog | weitere Bilder |
| Kynšperk nad Ohří, náměstí Míru (Standort)                                                                                    | Dreifaltigkeitssäule (Sloup se sousoším Nejsvětější Trojice)   | Dreifaltigkeitssäule, geschaffen 1700 von Wilhelm Felsner aus Eger (Cheb), barocke Steinsäule mit doppelseitiger Skulptur der Heiligen Dreifaltigkeit auf einem Sockel mit Inschriften. Um die Säule herum befindet sich ein Balustraden-Steingeländer, früher mit den Statuen des hl. Johannes von Nepomuk und des hl. Judas Thaddäus.                                                                                             | 45145/4-651 Info Katalog  | weitere Bilder |
| Kynšperk nad Ohří, náměstí Míru (Standort)                                                                                    | Brunnen                                                        | Brunnen | 38419/4-652 Info Katalog  | weitere Bilder |
| Kynšperk nad Ohří, Maxima Gorkého 1/16 (Standort)                                                                             | Altes Rathaus                                                  | Altes Rathaus | 101519 Info Katalog       | weitere Bilder |
| Kynšperk nad Ohří, Dlouhá 9/14 (Standort)                                                                                     | Haus Nr. 9                                                     | Stadthaus | 101512 Info Katalog       | weitere Bilder |
| Kynšperk nad Ohří, Dlouhá 8/12 (Standort)                                                                                     | Stadttor (Městská branka)                                      | Stadtbefestigung – Stadttor | 15740/4-653 Info Katalog  | weitere Bilder |
| Kynšperk nad Ohří, Na Příkopech 60/2 (Standort)                                                                               | Haus Nr. 60                                                    | Stadthaus | 30077/4-654 Info Katalog  | weitere Bilder |
| Kynšperk nad Ohří, am westlichen Stadtrand, in der Nähe der Straße Na Příkopech, am nördlichen Ende der Innenstadt (Standort) | Jüdischer Friedhof (Kynšperk nad Ohří)                         | Jüdischer Friedhof mit mehr als 100 erhaltenen Grabsteinen aus dem 17. bis 20. Jahrhundert, er befindet sich an der Stelle einer ehem. mittelalterlichen Festung. Die letzte Beerdigung fand 1949 auf dem Friedhof statt, als der aus der Stadt stammende akademische Maler Fritz Lederer (1878–1949) hier beigesetzt wurde. | 23612/4-655 Info Katalog  | weitere Bilder |
| Kynšperk nad Ohří (Standort)                                                                                                  | Burg                                                           | Burgruine, auf ovalem Grundriss von 30 m Durchmesser, an drei Seiten von einem massiven Wassergraben umgeben, zerstört im 13. Jahrhundert. | 15280/4-656 Info Katalog  | weitere Bilder |
| Dolní Pochlovice 1 (Unter Pochlowitz) (Standort)                                                                              | Neuhof (Nový dvůr)                                             | Landwirtschaftlicher Hof – Neuhof | 101504 Info Katalog       | weitere Bilder |
| Kamenný Dvůr 1 (Steinhof) (Standort)                                                                                          | Schlosspark und Grabkapelle (Zámecký park a pohřební kaple)    | Schlossanlage, davon jedoch nur: Park und Begräbniskapelle. Der etwa 2,5 Hektar große Schlosspark wurde im Stil der Romantik angelegt. Er bildet einen beeindruckenden Hintergrund und Rahmen für die einfache, aber ausgewogene Architektur des Schlossgebäudes. Zum Schlosspark gehört auch die Grabkapelle der Haas von Hasenfels, die 1930 im Schlosspark erbaut wurde und als Familiengruft der oben genannten Familie diente. | 46503/4-657 Info Katalog  | weitere Bilder |